# Catoria kalisi
Catoria kalisi är en fjärilsart som beskrevs av Louis Beethoven Prout 1937. Catoria kalisi ingår i släktet Catoria och familjen mätare. Inga underarter finns listade i Catalogue of Life.